# Rory Underwood
Rory Underwood CBE (Middlesbrough, 19 de junio de 1963) es un exjugador inglés de rugby que batió varias marcas mundiales y que se desempeñaba como wing. Jugó para los equipos Leicester Tigers y la Royal Air Force. Representó a Inglaterra y a los British and Irish Lions.

## Carrera
Comenzó su trayectoria en el rugby en el Club de Rugby Middlesbrough, a partir de donde desarrolla una carrera en la que se convierte en uno de los mejores wings en la historia del rugby a nivel mundial. Underwood es el mayor marcador de tries de Inglaterra en partidos internacionales.
Su primer partido internacional representando a Inglaterra lo juega en 1984 contra Irlanda en Twickenham. Jugó en 85 partidos internacionales representando a Inglaterra y en 6 con los Lions en el período 1984 a 1996 (en ese entonces establece un récord en Inglaterra que sería luego sobrepasado por Jason Leonard – de todas formas permanece el total más elevado para un back inglés), marcando un récord de 49 tries para Inglaterra, y 1 para los British Lions, lo que lo coloca entre los más grandes marcadores de tries de todos los tiempos.
En 1992 cambia a jugar en la posición de wing derecho a izquierdo para que su hermano más joven, Tony, pudiera jugar en el equipo. Es considerado uno de los mejores jugadores de wing de todos los tiempos. Muchos de sus tries son considerados clásicos.

### Participaciones en Copas del Mundo
Disputó la Copa del Mundo de Rugby de Nueva Zelanda 1987, Inglaterra salió segundo de su grupo perdiendo ante los Wallabies 19-6 en la primera fecha y ganando cómodamente a Japón con Rory anotando dos tries y a los Estados Unidos, sería derrotada en Cuartos de final por los dragones rojos. Cuatro años más tarde en Inglaterra 1991, el XV de la Rosa abrió el Mundial ante los campeones del Mundo; los All Blacks cayendo 18-12, en Cuartos de final derrotaron a Les Blues 19-10, vencieron al XV del Cardo de Gavin Hastings 13-9 y perdieron la final ante Australia 6-12. Rory jugó su último mundial en Súdafrica 1995, Inglaterra ganó su grupo cómodamente, luego derrotó a los campeones del Mundo; Australia 25-22 y cayeron en semifinales ante los All Blacks en un recordado partido que tuvo al mejor Jonah Lomu que se recuerde del lado de los de negro, finalmente fueron vencidos ante Francia por el Tercer puesto.
| Mundial                       | Sede          | Resultado        | PJ | Tries |
| ----------------------------- | ------------- | ---------------- | -- | ----- |
| Copa Mundial de Rugby de 1987 | Nueva Zelanda | Cuartos de final | 4  | 2     |
| Copa Mundial de Rugby de 1991 | Inglaterra    | Subcampeón       | 6  | 4     |
| Copa Mundial de Rugby de 1995 | Sudáfrica     | Cuarto puesto    | 6  | 5     |